# New York Soundtracks
New York Soundtracks és un remix de l'àlbum One Step More and You Die del grup japonès Mono, que es va publicar l'any 2004.
La idea del remix va néixer quan el músic i productor Aki Onda va conèixer a Mono durant la gira del grup de 2002, a Nova York. El grup, Onda, i un seguit de músics de l'escena musical experimental de Nova York van reinventar One Step More and You Die influïts pels atacs de l'11 de setembre.

## Llistat de pistes
| Núm. | Títol                                                        | Durada |
| ---- | ------------------------------------------------------------ | ------ |
| 1.   | «Giant Me on the Other Side» (Loren Mazzacane Connors Remix) | 3:20   |
| 2.   | «Where Am I» (Shout Man Remix By Calla)                      | 6:52   |
| 3.   | «Sabbath» (Unholy Sabbath Remix by Marina Rosenfeld)         | 4:02   |
| 4.   | «Halo» (One Note Dub Remix by DJ Olive The Audio Janitor)    | 3:47   |
| 5.   | «Loco Tracks» (Cassette Remix by Aki Onda)                   | 6:32   |
| 6.   | «Com(?)» (Earth Remix by Raz Mesinai)                        | 5:05   |
| 7.   | «Late City Final» (Jackie-O Motherfucker Remix)              | 8:32   |